# Ambatofinandrahana (stad)
Ambatofinandrahana is een stad in Madagaskar, gelegen in de regio Amoron'i Mania. De stad telt 27.068 inwoners (2005). De plaats is gelegen aan de Route nationale 35

## Geschiedenis
Tot 1 oktober 2009 lag Ambatofinandrahana in de provincie Fianarantsoa. Deze werd echter opgeheven en vervangen door de regio Amoron'i Mania. Tijdens deze wijziging werden alle autonome provincies opgeheven en vervangen door de in totaal 22 regio's van Madagaskar.